# Ludwig Burkardt

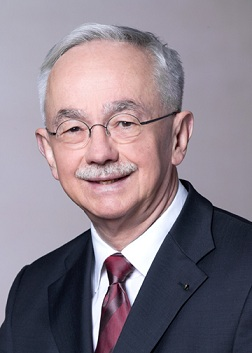
Ludwig Burkardt, 2015

Ludwig Burkardt (* 15. Juli 1946 in Burghaun, Landkreis Hünfeld; † 30. Mai 2015 in Berlin) war ein deutscher Politiker (CDU). Von 2009 bis zu seinem Tod war er Abgeordneter des Brandenburger Landtages.

## Leben und Beruf
Nach dem Abitur 1966 an der Rabanus-Maurus-Schule (Domgymnasium) in Fulda leistete Burkardt zunächst seinen Wehrdienst ab und absolvierte dann ab 1968 ein Studium der Rechtswissenschaften an der Ludwig-Maximilians-Universität zu München und der Julius-Maximilians-Universität in Würzburg, welches er 1972 mit dem ersten juristischen Staatsexamen beendete. Nach dem Referendariat legte er 1975 das zweite Staatsexamen ab.
Von 1975 bis 1978 arbeitete Burkardt als Assistent des Vorstandsvorsitzenden der Colonia Versicherung AG in Köln, von 1979 bis 1982 als stellvertretender Stadtdirektor, Stadtrechtsrat und Beigeordneter in Lennestadt und von 1982 bis 1988 als Stadtdirektor, Stadtkämmerer und Werkleiter der Stadtwerke in Goslar. 

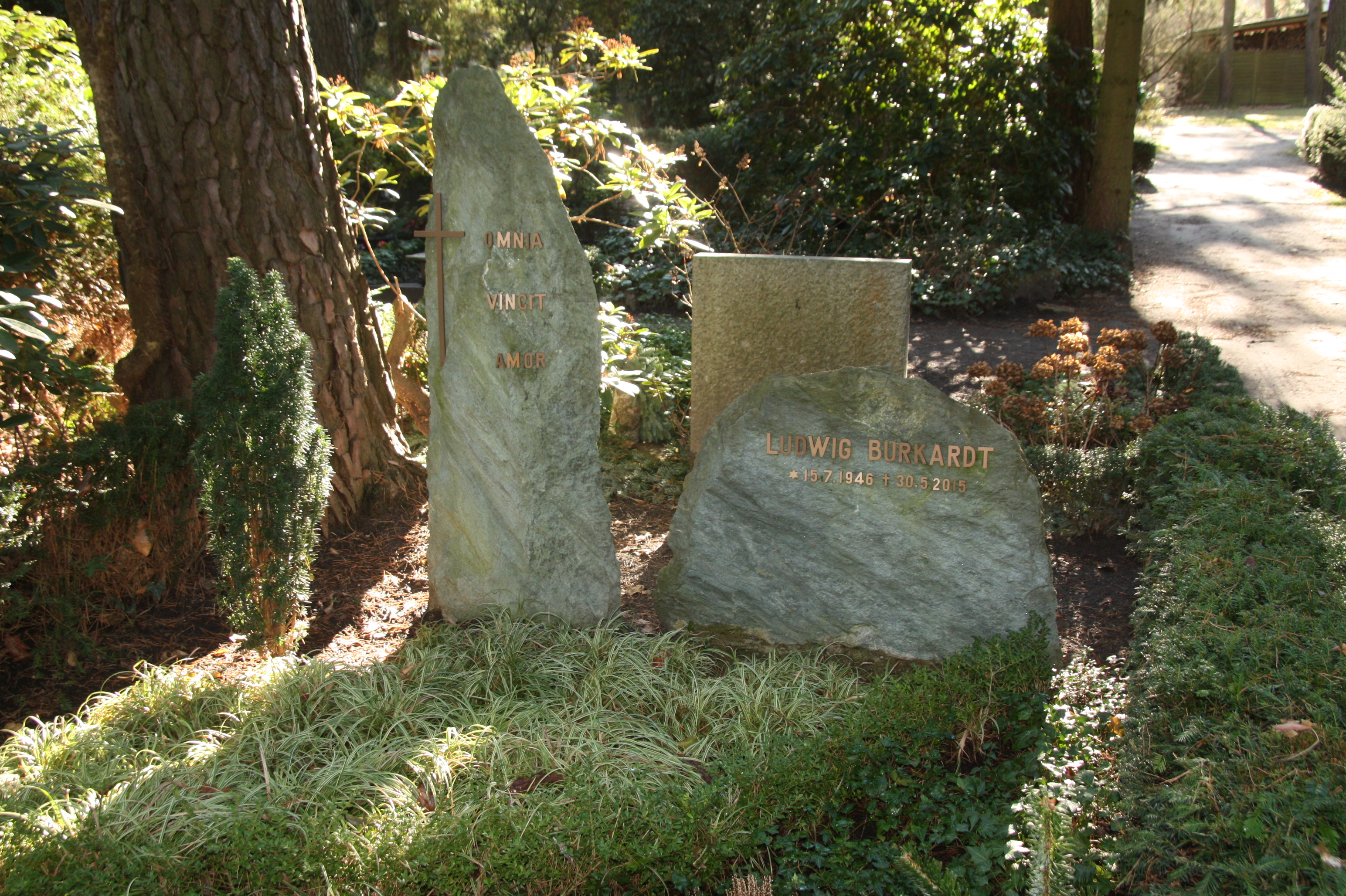
Grab auf dem Waldfriedhof Kleinmachnow

Von 1989 bis 2009 war er Mitglied des Vorstandes des BBU Verband Berlin-Brandenburgischer Wohnungsunternehmen e. V, des größten Branchenverbandes der organisierten Wohnungswirtschaft in Berlin und Brandenburg.  
Vom August 1993 bis Anfang 2010 war Ludwig Burkardt Vorsitzender des Aufsichtsrats der Leipziger Wohnungs- und Baugesellschaft mbH (LWB). 
Burkardt war verheiratet und hatte zwei Kinder. Seit 1968 war er Mitglied der katholischen Studentenverbindung KDStV Tuiskonia München im CV. Sein Grab befindet sich auf dem Waldfriedhof Kleinmachnow.

## Politik
Ludwig Burkardt war seit 1970 Mitglied der CDU. Von 1971 bis 1975 war er Vorsitzender der Jungen Union Osthessen und Mitglied im Landesvorstand der Jungen Union Hessen. Von 1972 bis 1979 engagierte er sich auf der kommunalpolitischen Ebene im Kreistag Fulda, als Fraktionsvorsitzender in der Gemeindevertretung in Burghaun und in der Regionalen Planungsgemeinschaft Osthessen.
Seit 2003 war Burkardt Mitglied der Gemeindevertretung in Kleinmachnow, bis 2014 als Vorsitzender der CDU-Fraktion Kleinmachnow. Seit März 2014 war er Vorsitzender des Gemeindeverbandes der CDU Kleinmachnow.
2008 wurde Burkardt als Mitglied des Kreistages Potsdam-Mittelmark gewählt und hatte dort den stellvertretenden Vorsitz des Kreisausschusses.
Ludwig Burkardt war Kreisvorsitzender der Senioren-Union Potsdam-Mittelmark (seit Dezember 2013) und seit August 2014 stellvertretender Landesvorsitzender der Senioren Union Brandenburg.
Zur Landtagswahl in Brandenburg am 27. September 2009 kandidierte Ludwig Burkardt im Landtagswahlkreis Potsdam-Mittelmark II für ein Mandat und zog über die Landesliste in den Landtag ein.
Burkardt war von 2010 bis November 2014 Vorsitzender des Landtagsausschusses für Haushalt und Finanzen. In der CDU-Landtagsfraktion wirkte er in diesem Zeitraum auch als Sprecher für Finanzen und Kommunalfinanzen. Ferner war er Vorsitzender des Wahlprüfungsausschusses und Mitglied im Verwaltungsrat der Investitionsbank des Landes Brandenburg.
Bei der Landtagswahl am 14. September 2014 wurde er wieder in den Landtag gewählt. Er bekleidete abermals das Amt des Vorsitzenden des Wahlprüfungsausschusses und war Mitglied im Haushaltskontrollausschuss.